# Älplihorn (Plessur)
Älplihorn är en bergstopp i Schweiz.   Den ligger i regionen Plessur och kantonen Graubünden, i den östra delen av landet. Toppen på Älplihorn är 2 842 meter över havet.
Terrängen runt Älplihorn är huvudsakligen bergig. Den högsta punkten i närheten är Aroser Rothorn, 2 980 meter över havet, 1,2 km söder om Älplihorn.
I omgivningarna runt Älplihorn finns i huvudsak kala bergstoppar och gräsmarker.